# Les Épioux
Les Épioux est un domaine forestier et naturel situé sur le territoire de la commune de Florenville (section Lacuisine), dans la province de Luxembourg, en Wallonie (Belgique). 
Le site est connu pour ses étangs, son château historique et son passé métallurgique.

## Géographie
Le domaine des Épioux s'étend sur environ 1 721 hectares, dont 1 500 hectares de forêts et plusieurs étangs artificiels alimentés par des ruisseaux, notamment le Tamijean, affluent de la Semois. Le plus imporant des étangs est le grand étang des Épioux. Le domaine est situé au nord du village de Lacuisine et à l'ouest de la ville de Chiny.

## Histoire

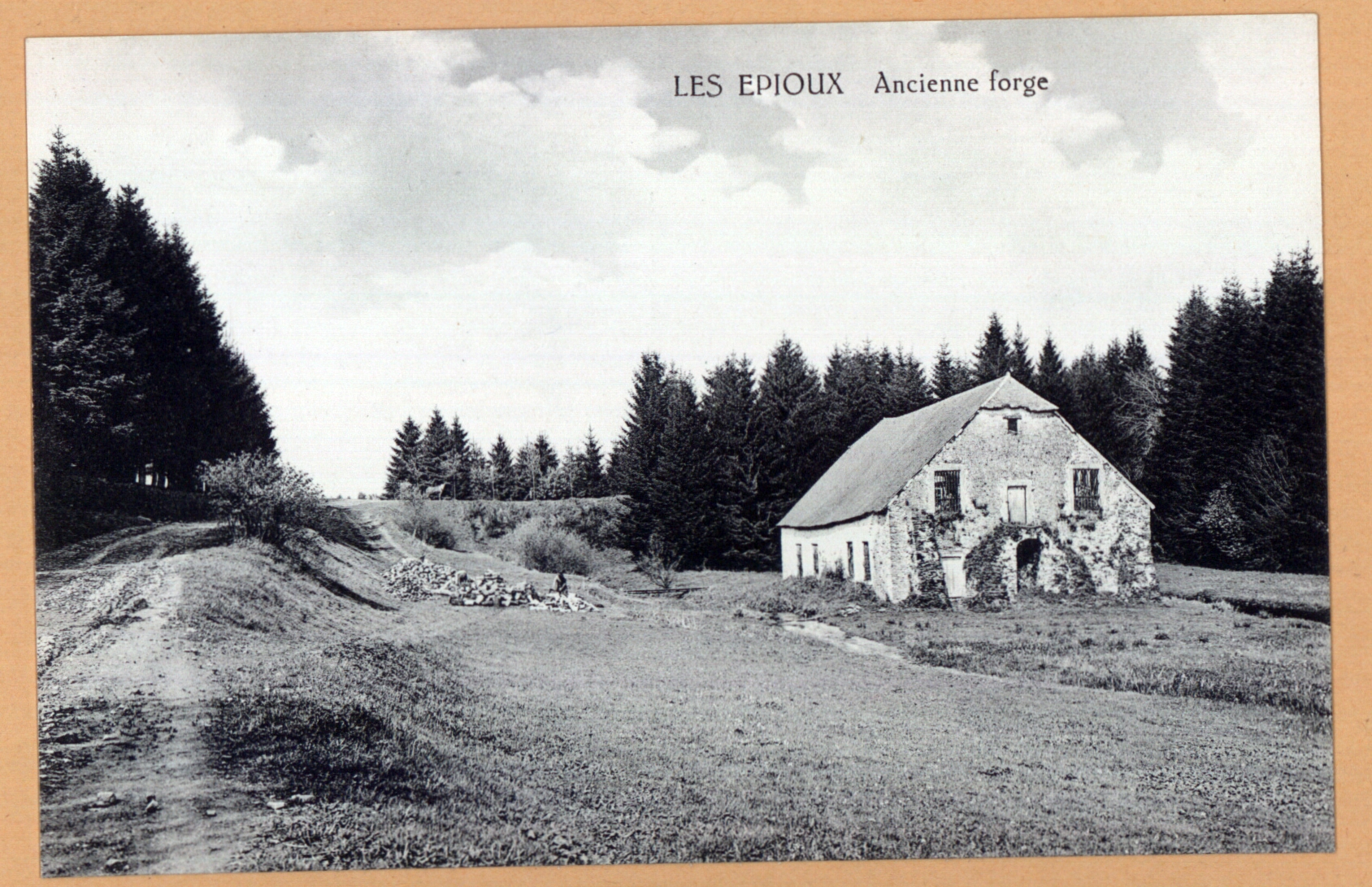
Les Épioux : ancienne forge (vers 1900).

Le domaine a connu une intense activité métallurgique entre le XVIe et le XIXe siècle. Les étangs servaient à alimenter les forges en énergie hydraulique. 
En 1887, le domaine est acquis par Victor Dejardin, fermier à Harmignies, qui le lègue aux hospices civils de Mons en 1898. Il est aujourd'hui la propriété du CPAS de la ville de Mons et géré par le Département Nature et Forêt (DNF).

### Légende
D'après l'érudit belge Eugène Monseur, Les Épioux est identifié aux « Espoux » ou « Espaux » de la chanson de geste des quatre fils Aymon, un défilé où vivent des fées et que les armées de Charlemagne doivent traverser.

## Château des Épioux

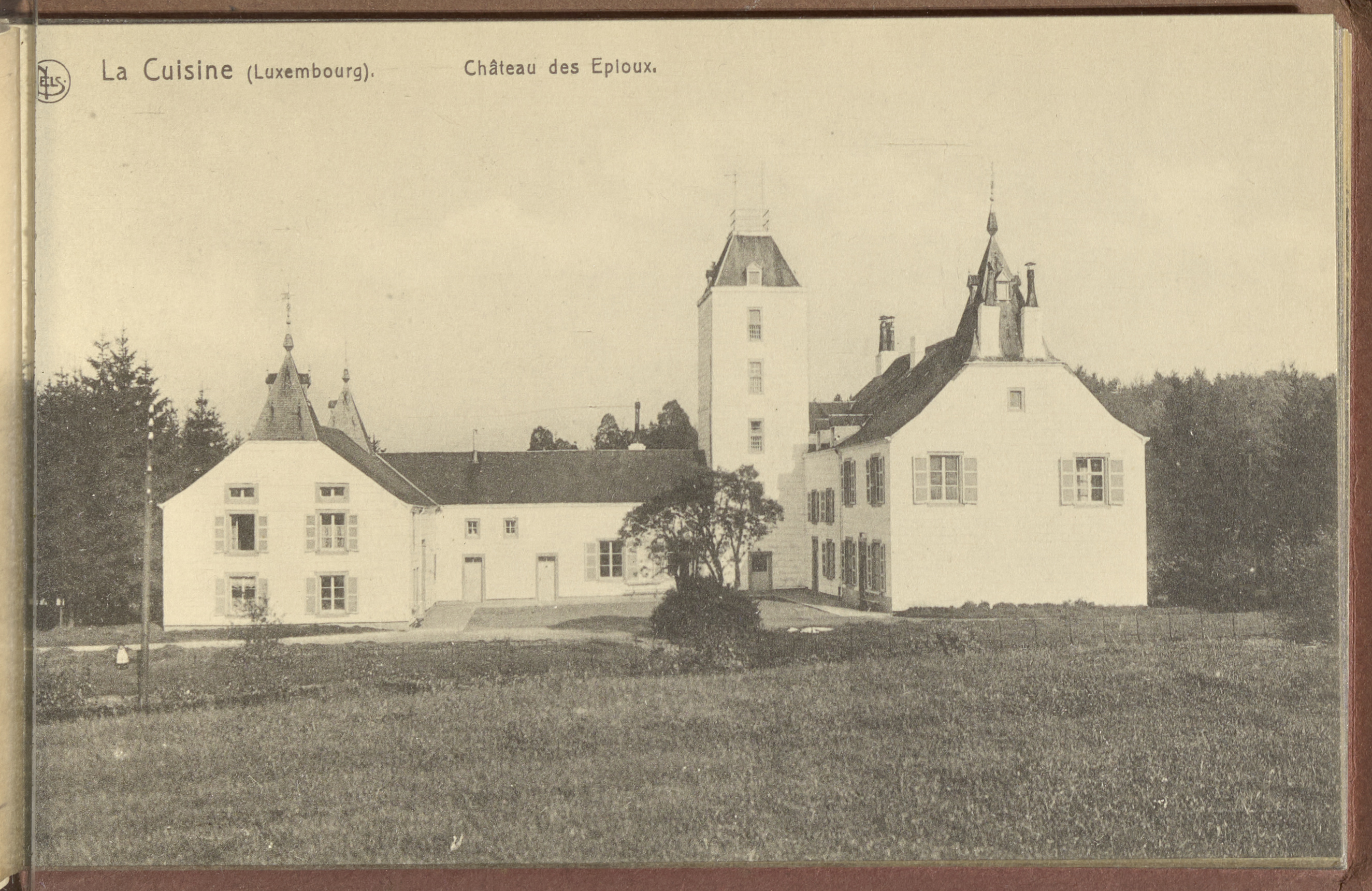
Les Épioux : le château.

Le château des Épioux, construit en 1650 pour les maîtres de forges, est restauré en 1730 et modifié en 1878 par Louis Zoude.
Le prince Pierre-Napoléon Bonaparte, neveu de Napoléon Ier, y séjourne de 1862 à 1871, partageant son temps entre la chasse et l'écriture.
Incendie du château
Le château des Épioux est partiellement détruit par un incendie survenu le 15 décembre 2023. Le sinistre touche l'une des trois ailes du bâtiment, entièrement ravagée par les flammes. L'intervention des pompiers de Florenville, Bertrix, Libramont, Neufchâteau, Virton et Carignan (France) permet de sauver les deux autres ailes,.
La cause probable serait un feu de cheminée mal maîtrisé. Aucun blessé n'est signalé parmi les occupants.

## Patrimoine naturel
Le site abrite une réserve naturelle de dix hectares composée de forêts mixtes et de cinq étangs, dont le grand étang, d'une superficie de douze hectares. Il est classé et accessible au public pour la randonnée, la pêche et l'observation de la faune et de la flore.

## Point d'arrêt ferroviaire
Le point d'arrêt des Épioux (nl) est une ancienne halte ferroviaire située sur la ligne 165 reliant Athus à Libramont, dans la province de Luxembourg. La halte se trouvait entre les gares de Saint-Médard et de Straimont,.
Le point d'arrêt, ouvert en 1912, supprimé entre 1921 et 1937 puis fermé pour de bon en 1978, desservait principalement le domaine forestier des Épioux et son château. Il est aujourd'hui désaffecté, mais les quais restent partiellement visibles. Il n'y a jamais eu le moindre bâtiment voyageurs.

## Tourisme
Les Épioux sont le point de départ de nombreuses randonnées dans la vallée de la Semois, notamment vers le rocher du Chat et les ruines du château d'Herbeumont. Des cartes de promenades sont disponibles au syndicat d'initiative de Florenville.
Passerelle
Une passerelle himalayenne surplombant la Semois reliera le domaine au village de Sainte-Cécile. Longue de 184 mètres, la passerelle surplombera la Semois de 30 mètres. Son ouverture était prévue à l'été 2025.

## Accès
La route nationale 85 Bastogne-Florenville passe à quelques hectomètres à l'est du domaine.